# 穂積信夫
穂積 信夫（ほづみ のぶお、1927年 - 2024年）は、日本の建築家。早稲田大学名誉教授。日本建築家協会会長を務めた。日本建築学会名誉会員。父は極東国際軍事裁判で木戸幸一などの弁護にあたった弁護士穂積重威。祖父は憲法学者穂積八束。

## 略歴
- 1945年：東京高等師範学校附属中学校（現・筑波大学附属中学校・高等学校）卒業。
- 1950年：早稲田大学理工学部建築学科卒業。
- 1956年：ハーバード大学大学院修了。
- 1957年までエーロ・サーリネン建築設計事務所に勤務。
- 1961年：早稲田大学にて助教授。
- 1967年：同大教授。

## 代表作品
- 田野畑中学校および寄宿舎（現・アズビィホール、1976年、日本建築学会賞作品賞受賞）[3]
- 早稲田大学本庄高等学院（1984年)[2]
- エレメントの集合-H氏邸（1968年）
- 穂積自邸
- 田野畑民族資料館（1992年）
- 名古屋テレビ塔（1954年）